# Aeroportul Kupiano
Aeroportul Kupiano (IATA: KUP) este un aeroport din Provincia Centrală, Papua Noua Guinee.
aeroportul dispune de o singură pistă.